# Utku Yuvakuran
Utku Yuvakuran (* 2. November 1997 in Istanbul) ist ein türkischer Fußballtorhüter. Er ist der Sohn des ehemaligen türkischen Nationalspielers Semih Yuvakuran.

## Karriere

### Verein
Yuvakuran begann mit dem Vereinsfußball 2008 in der Jugend von Pendikspor und war hier bis 2012 aktiv. Anschließend spielte er zwei Jahre lang für den Nachwuchs von Sancaktepe Belediyespor. Im Sommer 2014 wechselte er als Profispieler zum Istanbuler Viertligisten Beylerbeyi SK. Hier spielte er eine Spielzeit für die U-19-Nachwuchsmannschaft und war ab Sommer 2015 Teil des Profikaders. Bereits in seiner ersten Profisaison schaffte er es in die Stammelf.
Zur Saison 2016/17 wurde er dann vom Traditionsverein Beşiktaş Istanbul angeheuert. Für diesen spielte er zwei Jahre lang in der Reservemannschaft, befand sich aber als 3. Torhüter auch immer im Kader der Profimannschaft. Für diese absolvierte er in seinen ersten zwei Spielzeiten gelegentlich einige Pokalpartien. Zum Anfang der Saison 2018/19 gab er am 26. August 2018 in der Erstligapartie gegen Antalyaspor auch sein Ligadebüt für Beşiktaş.
Am 31. August 2021, dem letzten Tag der Sommertransferphase, gab der Ligakonkurrent von Beşiktaş JK, Fatih Karagümrük SK bekannt, dass sie Yuvakuran leihweise für eine Saison verpflichtet haben. Im Sommer 2022 kehrte Yuvakuran wieder zu Beşiktaş zurück.

### Nationalmannschaft
Yuvakuran begann seine Nationalmannschaftskarriere 2015 mit einem Einsatz für die türkische U-20-Nationalmannschaft. 2016 spielte er auch einmal für die türkische U-19-Nationalmannschaft.